# Valli di Lanzo
Le Valli di Lanzo (Valade 'd Lans in piemontese, Valàdes at Lans in francoprovenzale) sono tre valli delle Alpi Graie piemontesi, comprese tra la Valle dell'Orco a settentrione e la Val di Susa a meridione. Solcate da vari torrenti (in ogni valle chiamati Stura), che confluiscono nel fiume Stura di Lanzo, prendono il nome dalla cittadina di Lanzo Torinese, posta su un'antica morena glaciale al termine delle valli.

## Geografia

### Le tre valli
Da Nord verso Sud si incontrano:

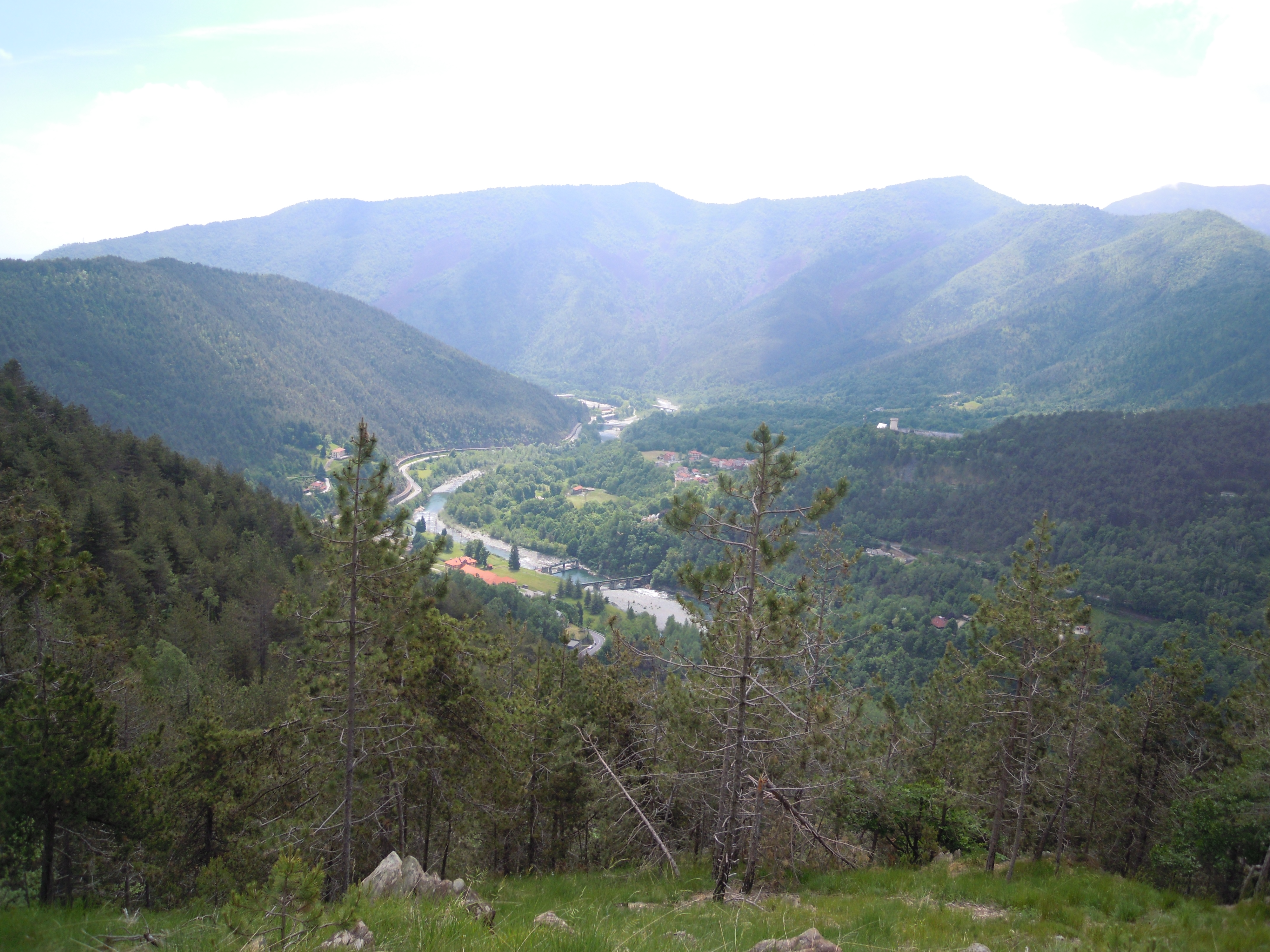
Il tratto nel Comune di Germagnano

- Val Grande con centri principali: Cantoira, Chialamberto e Groscavallo
- Val d'Ala con centri principali: Ala di Stura e Balme
- Valle di Viù con centri principali: Viù, Lemie e Usseglio.

La Val Grande si unisce alla Val d'Ala a Ceres; di qui le due valli scendono congiunte attraverso gli abitati di Mezzenile e Pessinetto; nel comune di Traves si uniscono alla Valle di Viù e di qui proseguono insieme.
A Lanzo la Stura riceve in sinistra idrografica le acque del Tesso protagoniste di un'altra importante valle laterale, la Valle Tesso e Tessuolo; quest'ultima inframezzata da un crinale che diparte dalla vetta del Monte Vaccarezza, divide il vallone di Coassolo Torinese da quello di Monastero di Lanzo unendosi nella parte più alta della piana Lanzese.

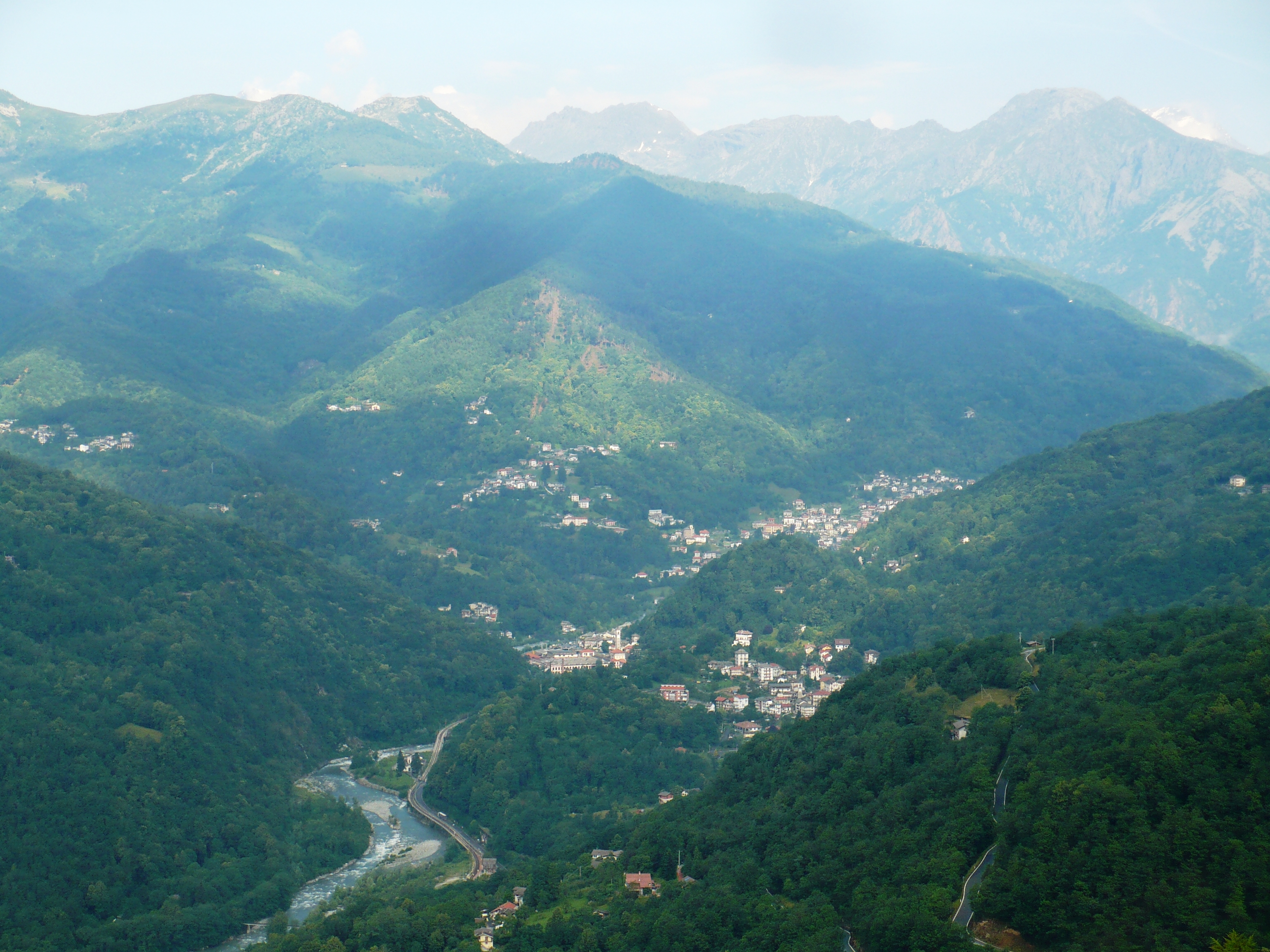
La Valle di Lanzo vista dal Santuario di Sant'Ignazio
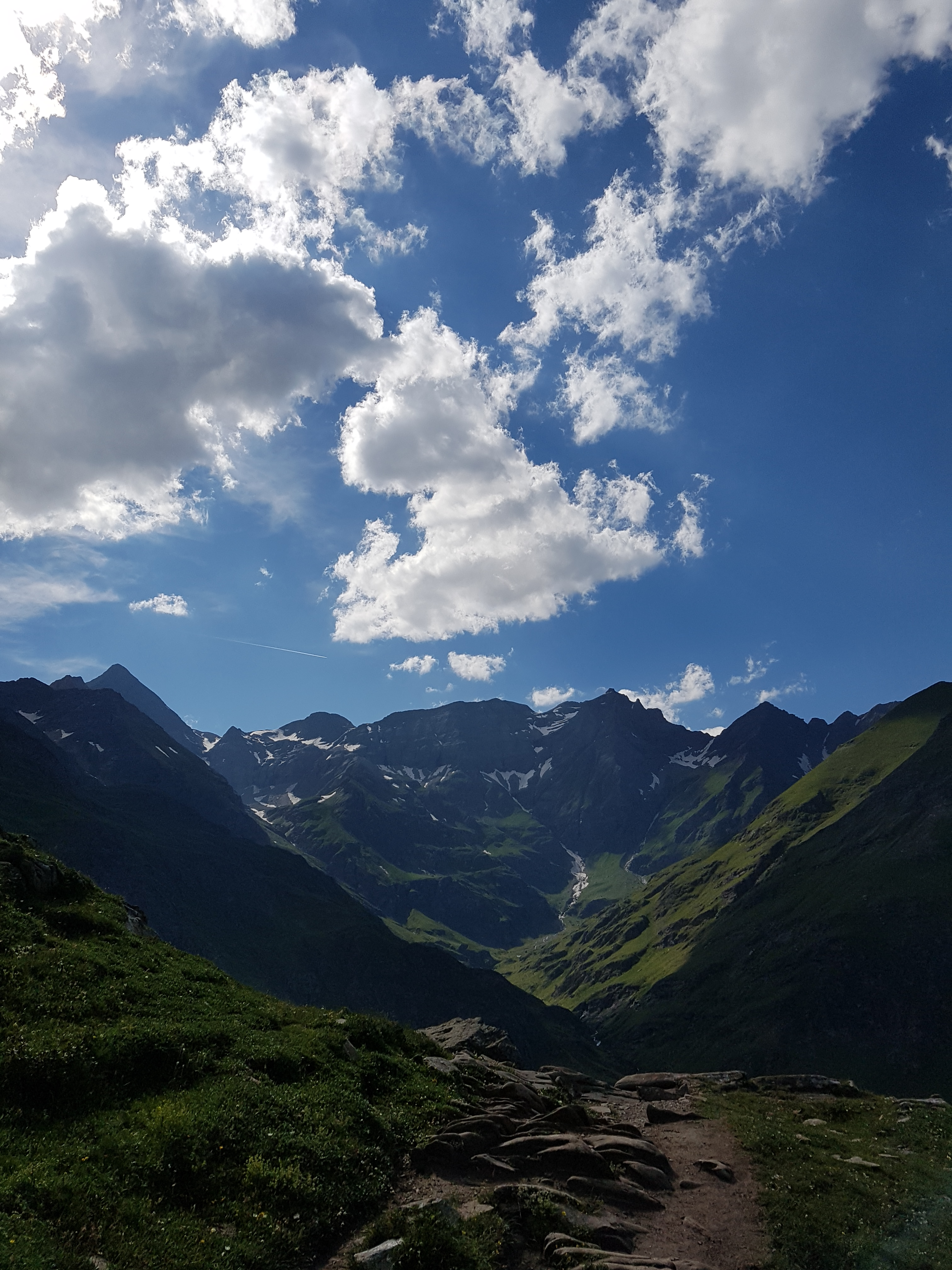
Panorama in alta Valle di Viù

### Monti
Le Valli di Lanzo sono contornate da alcune delle maggiori vette del Piemonte, soprattutto lungo la linea di confine con la Francia. Partendo da nord e scendendo verso sud incontriamo:
- il Gruppo delle Levanne composto da:
  - Levanna Orientale - 3555 m
  - Levanna Centrale - 3619 m
  - Levanna Occidentale - 3593 m
- Uia di Ciamarella - 3676 m
- Uia di Bessanese - 3606 m
- Punta d'Arnas - 3560 m
- Croce Rossa - 3566 m
- Rocciamelone - 3538 m.

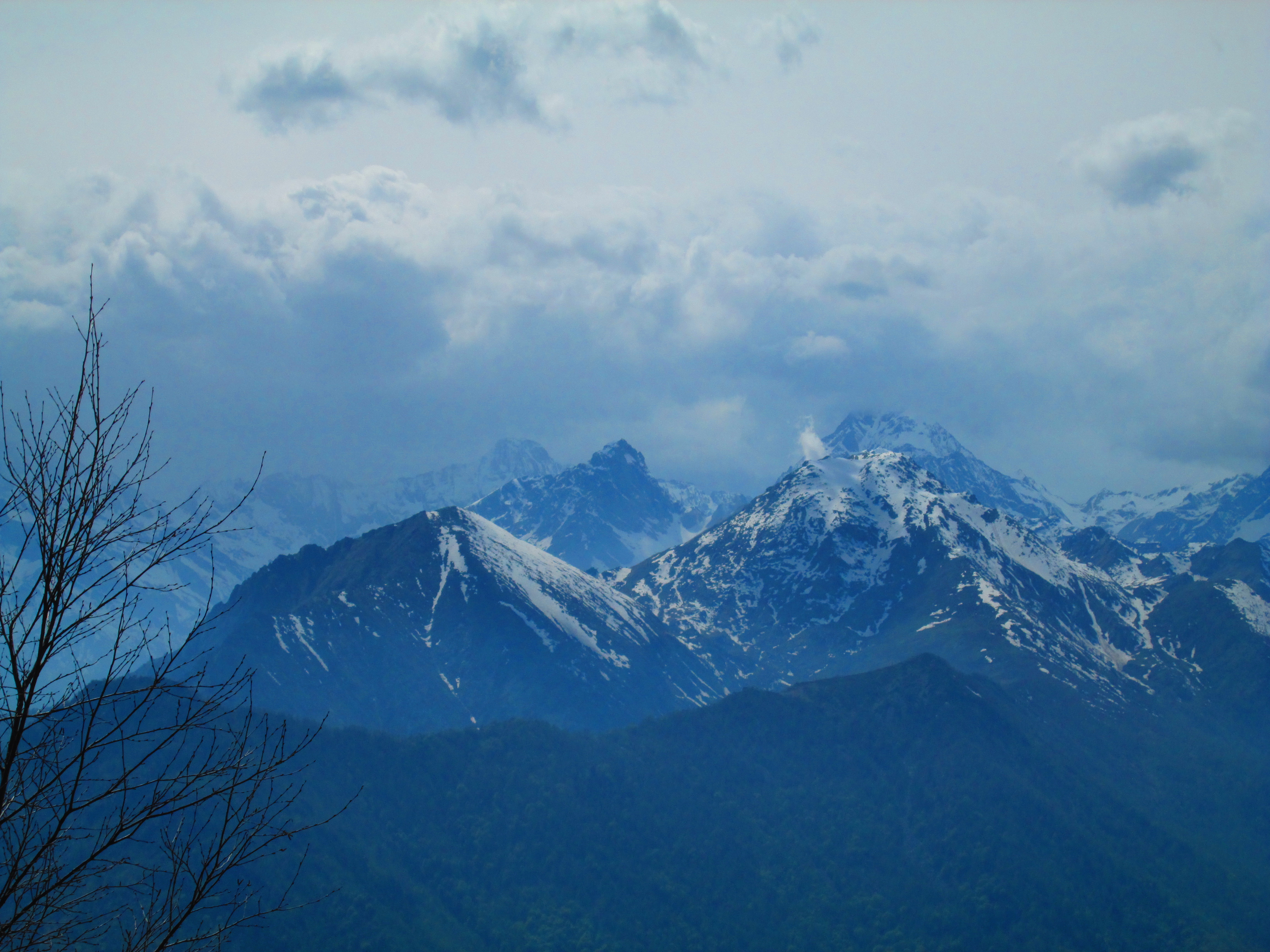
Uia di Bessanese, Uia di Ciamarella, Uia di Mondrone, Monte Dubia, Monte Plu
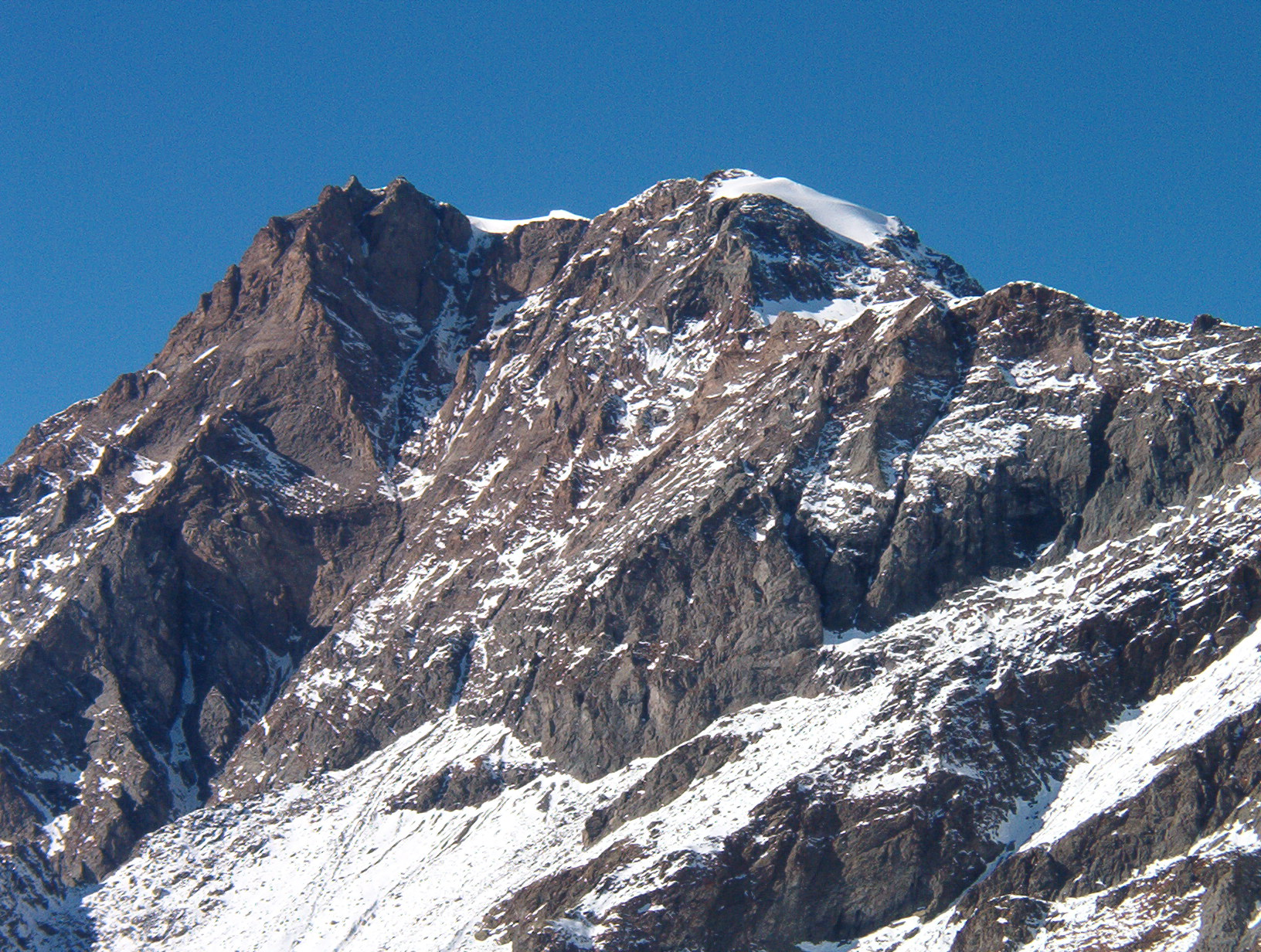
L'Uia di Ciamarella, la vetta più alta delle valli di Lanzo
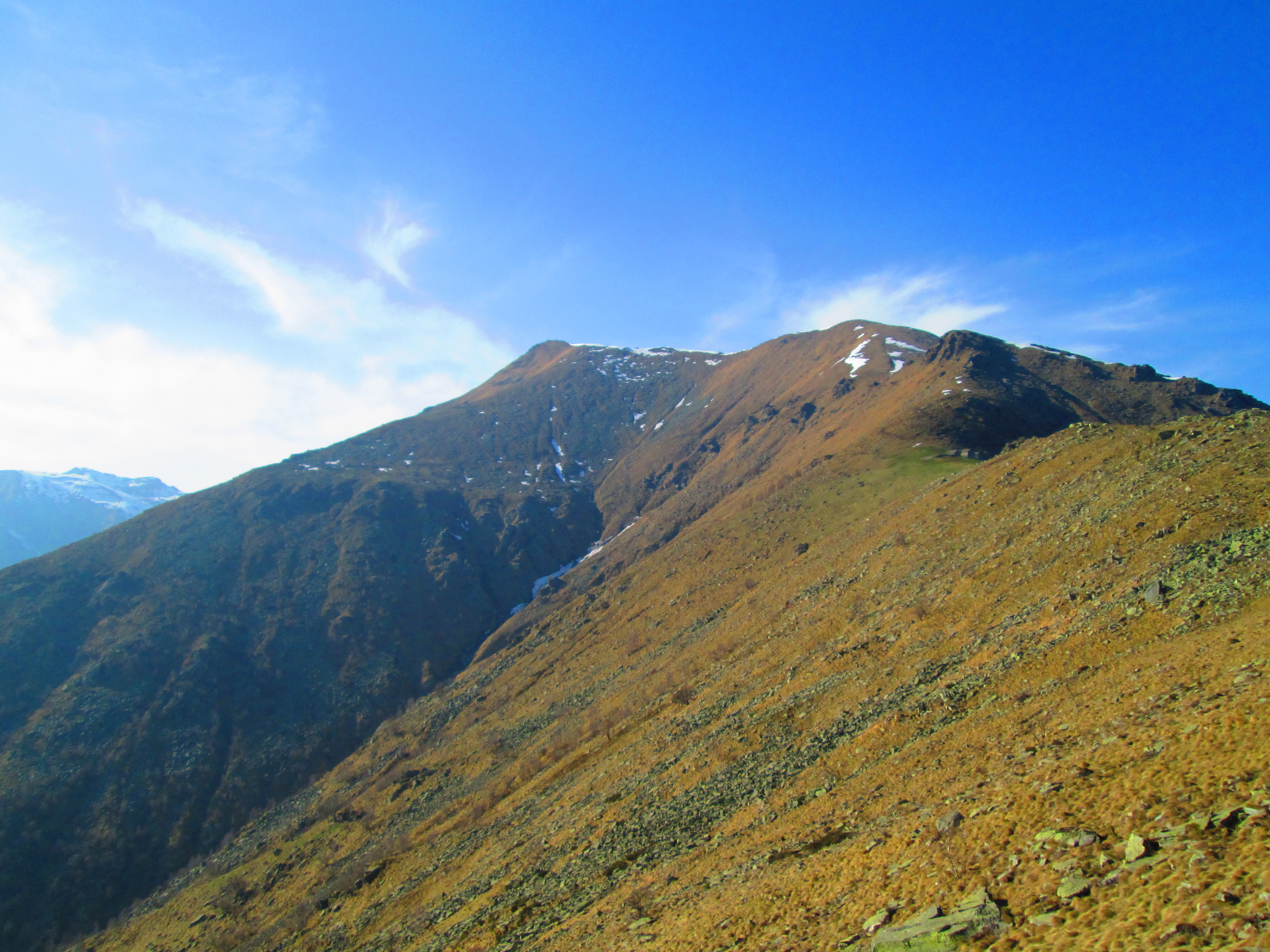
Monte Vaccarezza e Cima dell'Angiolino
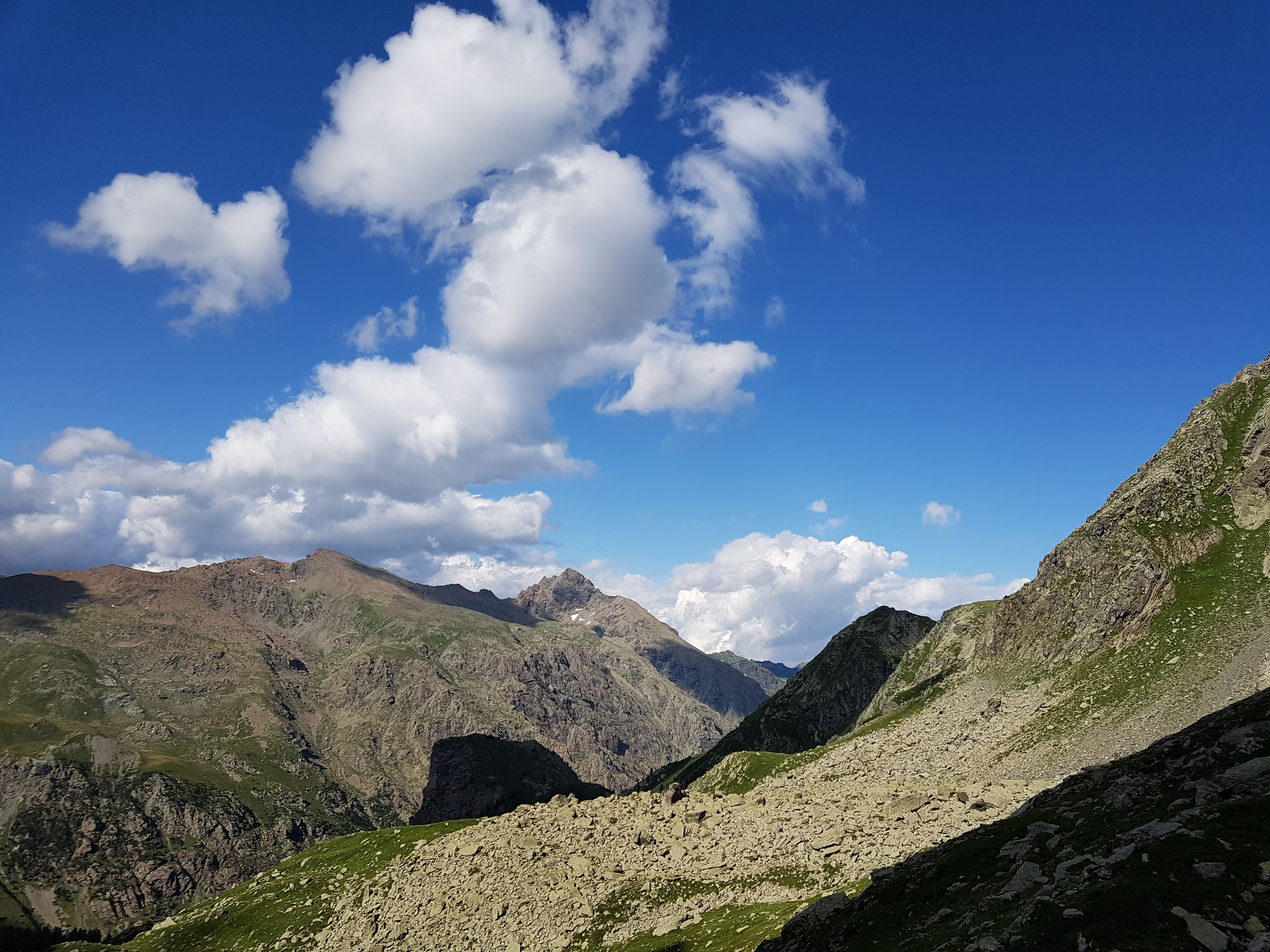
Vallone Saulera, Valle Ala di Stura vista su Uja di Mondrone (versante sud-ovest)

### Valichi alpini

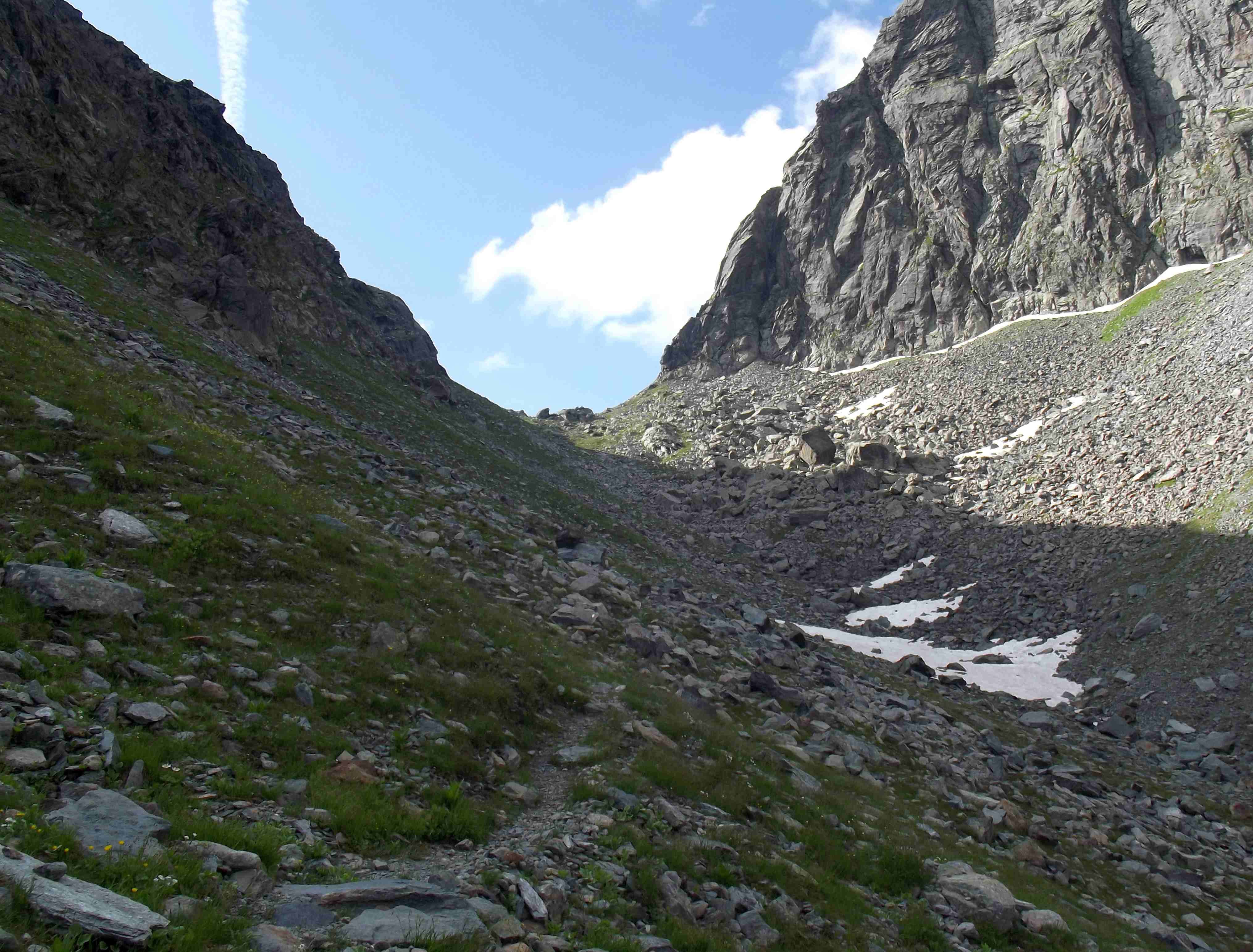
Il passo Paschiet

Le valli di Lanzo sono valli chiuse, ovvero non hanno dei facili valichi alpini di collegamento con la Francia e con le valli italiane vicine. Si possono tuttavia indicare i seguenti colli raggiungibili attraverso sentiero:
- Passo Collerin - 3.202 m - da Bessans a Balme (Val d'Ala)
- Colle di Sea - 3.083 m - da Bonneval-sur-Arc a Forno Alpi Graie (Val Grande)
- Colle dell'Autaret - 3.070 m - da Bessans a Usseglio (Valle di Viù)
- Colle di Girard - 3.044 m - da Bonneval-sur-Arc a Forno Alpi Graie (Val Grande)
- Colle d'Arnas - 3.010 m - da Bessans a Balme (Val d'Ala)
- Collarin d'Arnas - 2.850 m - da Balme (Val d'Ala) a Usseglio (Valle di Viù)
- Ghicet di Sea - 2.735 m - da Balme (Val d'Ala) a Forno Alpi Graie (Val Grande)
- Colle della Crocetta - 2.636 m - da Ceresole Reale (Valle dell'Orco) a Forno Alpi Graie (Val Grande di Lanzo)
- Colle Croce di Ferro - 2.546 m - da Bussoleno (Valsusa) a Usseglio (Valle di Viù)
- Passo Paschiet - 2.431 m - da Balme (Val d'Ala) a Lemie (Valle di Viù)
- Passo della Croce - 1.254 m - da Vallo Torinese (Val Ceronda) a Germagnano (valle principale di Lanzo).

Fanno eccezione il Colle del Lys, percorso dalla provinciale che collega Viù con la bassa Valle di Susa, il Colle della Dieta, che collega la frazione Asciutti di Viù con la frazione Monti di Mezzenile, ed in parte anche il Colle del Colombardo, per il quale transita una strada sterrata, aperta solo alcuni mesi all'anno, che da Villa di Lemie raggiunge Condove.

### Grotte
- Grotte di Pugnetto

## Storia
In epoca preistorica si stabilirono tribù liguri, che furono inglobate successivamente dalle popolazioni celtiche originarie dell'attuale Maurienne denominati Graioceli. Resti di questi antichi tempi sono visibili tutt'oggi nei numerosi siti e reperti archeologici rinvenuti su tutto il territorio delle valli. Il dialetto e la cultura popolare conservarono segretamente nei millenni parte di originari culti druidici.
Il territorio fu soggetto a una scarsa romanizzazione, principalmente per il fatto che i Romani preferirono utilizzare le vicine valli di Susa e d'Aosta per gli scambi d'oltralpe per ragioni geografiche e orografiche, che portò ad un povero sviluppo e investimento dal punto di vista infrastrutturale.  Venne edificata una strada che da Augusta Taurinorum (Torino) portava ai valichi dell'Autaret e dell'Arnas in Val di Viù ma che furono molto poco utilizzati se non dalla popolazione locale per scambi e incontri con le genti d'oltralpe.
Nel Medioevo le valli venivano dette Mategasche, proprio dalla città di Mathi, situata prima di Balangero. Vennero edificate fortificazioni nei villaggi alla base delle valli come Lanzo Torinese e Balangero.
Proprio in questo periodo in queste valli si estendeva la signoria del vescovo di Torino; nel mentre i Savoia si erano già insediati in Caselle e Cirié e si impadronirono delle valli poco dopo il XIII sec.
Il territorio della valli di Lanzo conobbe, come peraltro gran parte delle Alpi occidentali, un notevole aumento della popolazione tra Settecento e Ottocento e raggiunsero un picco demografico verso la fine del XIX secolo. Nel corso del XX secolo tale tendenza si invertì e molti dei comuni delle valli arrivarono a perdere anche più del 70% della propria popolazione, che si spostò in genere nei centri industriali della pianura piemontese o all'estero. Una delle conseguenze di tale calo demografico fu la soppressione di molti comuni: varie borgate della zona oggi censite come frazioni erano infatti comuni autonomi fino all'inizio del Novecento. Tra questi possono essere citati paesi ricchi di storia come Bonzo, infeudato alla potente famiglia dei conti Valfrè, oppure Col San Giovanni,
sede della più antica chiesa delle valli.
Dal 25 giugno 1944 alla fine di settembre dello stesso anno le Valli di Lanzo furono protagoniste dell'instaurazione dell'omonima Repubblica partigiana.

## Trasporti
Dalla fine del XIX secolo le valli di Lanzo sono collegate con la città di Torino con la ferrovia Torino-Ceres, la prima ferrovia d'Europa elettrificata con corrente continua ad alta tensione. Tale ferrovia raggiunse nel 1916 il comune di Ceres.
In seguito alla disastrosa alluvione del 1993 la ferrovia era attiva soltanto fino a Germagnano; il tratto da Germagnano a Ceres era assicurato con pullman sostitutivi; dal 14 novembre 2008 il servizio ferroviario è tornato sull'intera tratta da Torino a Ceres.
Le valli sono inoltre collegate con il capoluogo attraverso le strade provinciali n.1 detta, appunto, "Direttissima delle Valli di Lanzo" e nº 2 "di Germagnano".

## Turismo

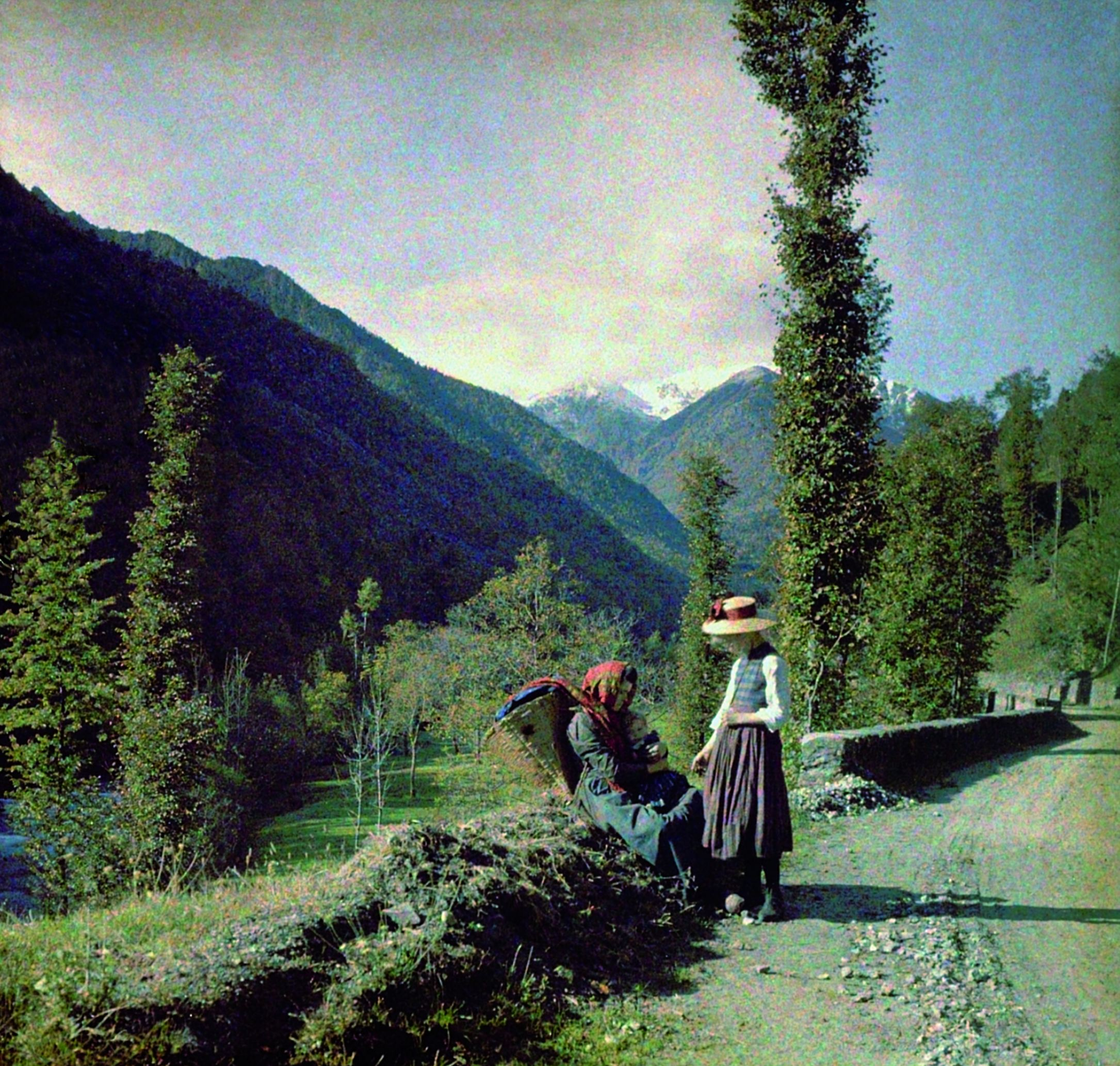
Rara fotografia a colori delle Valli di Lanzo nei primi anni del 1900, di Ferdinando Fino

Soprattutto all'inizio del XX secolo le Valli di Lanzo hanno conosciuto una forte vocazione turistica, legata soprattutto al turismo estivo delle famiglie agiate di Torino. Durante il decennio che va dal 1990 al 2000 questa vocazione si è alquanto spenta anche per la mancanza di grandi strutture dedicate al turismo.
Per quanto riguarda il turismo invernale sono attivi gli impianti sciistici presso i comuni di Usseglio a Pian Benot, Ala di Stura e Balme. Le valli, negli ultimi decenni, sono sempre più gettonate come meta dagli sciatori freeride.
Tra gli edifici di culto meta di pellegrinaggi possono essere segnalati i santuari della Madonna di Ciavanis, di Santa Cristina e di Sant'Ignazio.
Oggi stiamo riscoprendo una notevole rinascita del turismo naturalistico portata da una sempre più crescente necessità di vivere luoghi incontaminati, anche solo per qualche giorno, lontano dalla frenesia dei tempi odierni.
Dal 2018 vengono svolte le Valliadi®, che sono una manifestazione ludico-sportiva nella quale 12 squadre di atleti si sfidano in diverse discipline, sia sportive che ludiche. Come le nazionali alle Olimpiadi, le squadre rappresentano ciascuna un territorio appartenente all’area delle Alte Valli di Lanzo. La manifestazione viene ordinariamente organizzata con una cadenza biennale ed attira un numero sempre maggiore di turisti.

## Prodotti tipici
Il territorio offre numerose tipicità sviluppatesi nel corso del tempo sfruttando le risorse disponibili nei vari ambienti valligiani.
- Selvicoltura: tante sono le specie che crescono spontaneamente nei boschi decidui delle valli come meli, peri, ciliegi, prugne, frutti di bosco, castagni, noci e faggi. Quest'ultimi costituiscono una buona fonte di grassi vegetali (olio di faggio o noci) e di carboidrati (farina di castagne).
- Agricoltura: di antica tradizione è la coltivazione di meli e peri che si inerpicano nei pendii sino ai 1500 metri che a seguito di un incessante lavoro di selezione colturale presentano caratteristiche organolettiche uniche, infatti sono molto numerose le varietà di questi frutti che si adattarono ai vari contesti pedoclimatici sviluppando tipicità uniche nel loro genere. Decisiva per l'economia agricola delle valli è stata anche la coltivazione della segale e della canapa. La fibra di canapa veniva conciata, cardata e filata per produrre tessuti di pregio. Numerose sono anche le coltivazioni di patate, di ortaggi e legumi.
- Dolci: Nei dolci tipici possiamo annoverare i torcetti di Lanzo e le paste di meliga.

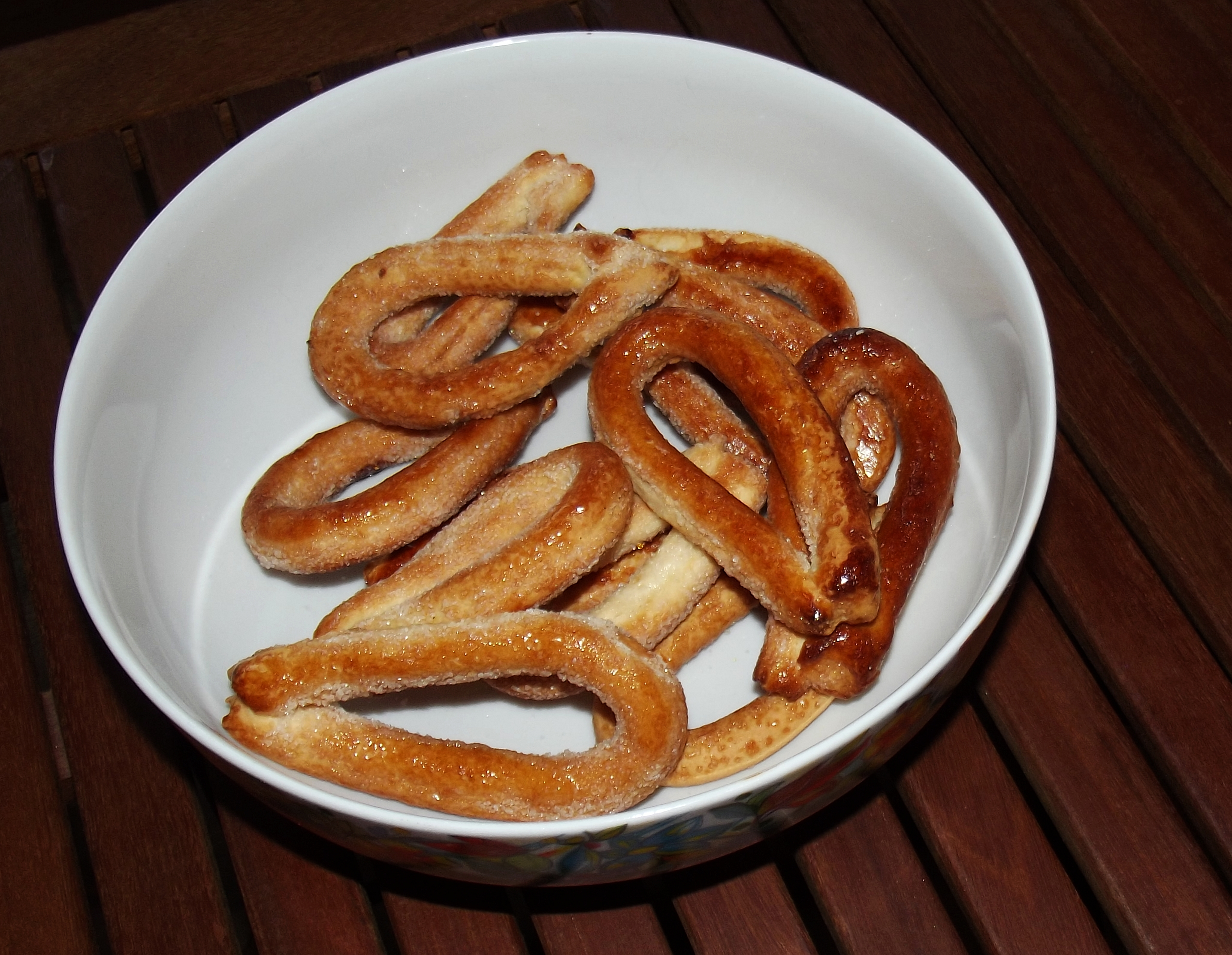
Torcetti di Lanzo

- Liquori: Le distillerie locali producono, secondo tradizione centenaria, amari a base di erbe di montagna come il Genepi, l'Arquebuse, Amaro alla Genziana ecc. e la grappa ottenuta tramite la fermentazione della frutta.
- Miele: Nelle valli di Lanzo si produce un miele di qualità grazie alla presenza di specie vegetali mellifere spontanee. Le varietà principali prodotte sono miele di castagno, millefiori, acacia e rododendro.
- Formaggi: L'allevamento di bovini e ovini ha favorito un ricco sviluppo nell'arte casearia valligiana; come formaggi tipici possiamo ricordare la toma, la toma del lait brusc e molte altre tipicità casearie come la Toma ad'Lans  e le gustose tome di alpeggio. Il latte costituiva una delle principali fonti proteiche per i valligiani e per questo veniva usato anche per produrre primi piatti molto nutrienti come la mnéstra aou làit a base di riso latte e burro.
- Salumi: tra i salumi prodotti ricordiamo il tipico salame di turgia prodotto a base di carne di vacca, lardo e pancetta suina, sale, pepe, aglio, vino rosso, spezie. Viene insaccato nel budello torto di bovino. La parola turgia in piemontese indica una vacca sterile, giunta alla fine della sua carriera riproduttiva. Può pertanto anche essere un animale giovane.